# Jardim Alegre
Jardim Alegre är en kommun i Brasilien.   Den ligger i delstaten Paraná, i den södra delen av landet, 1 000 km söder om huvudstaden Brasília. Antalet invånare är 12 325.
Trakten runt Jardim Alegre består till största delen av jordbruksmark. Runt Jardim Alegre är det ganska tätbefolkat, med 160 invånare per kvadratkilometer.